# WRT54GL

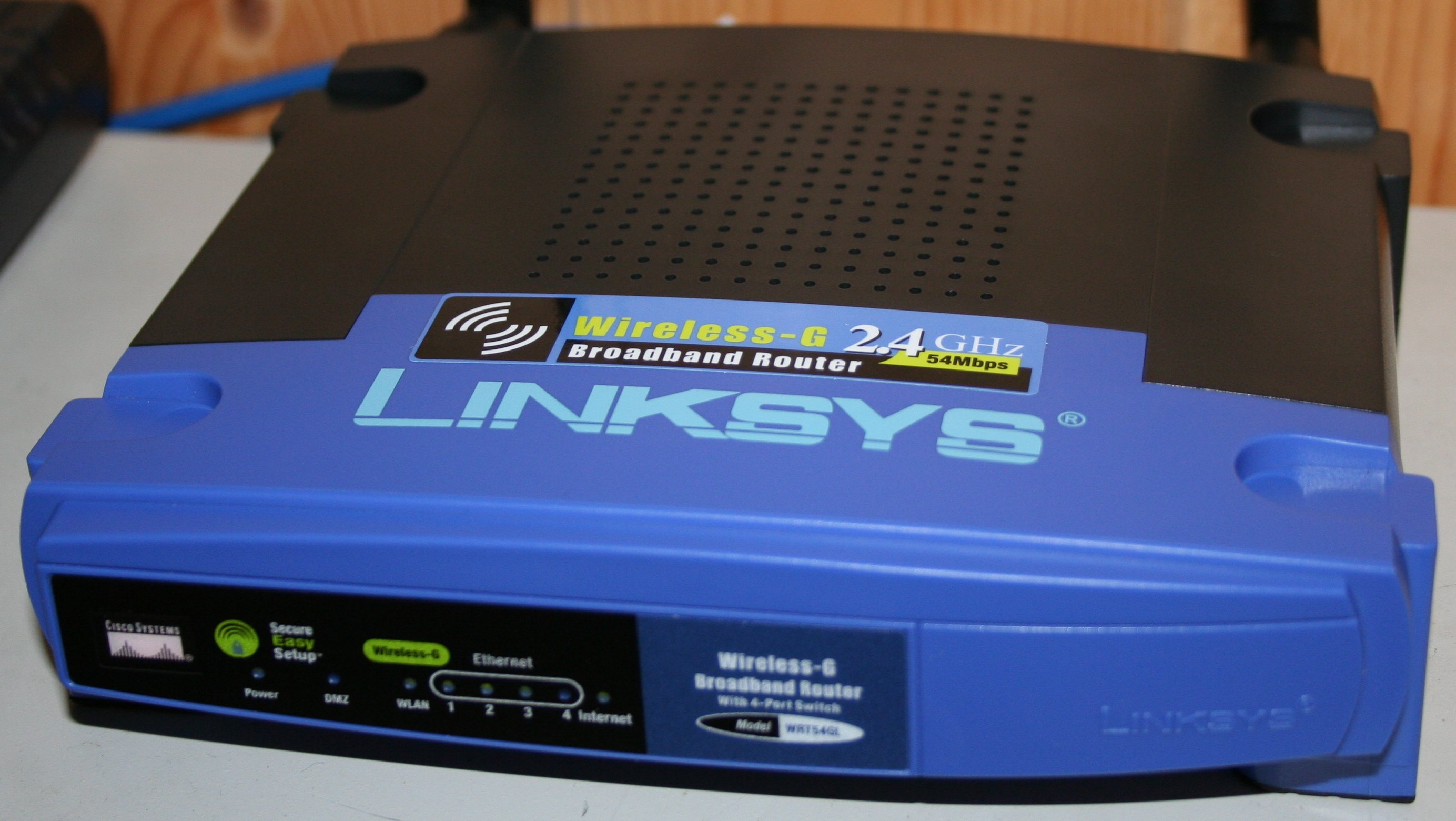
Routeur Wi-Fi Linksys WRT54GL

Le WRT54GL est un routeur produit par Linksys. Il permet de partager une connexion Internet (modem non intégré) vers des ordinateurs via 4 ports ethernet et une liaison à la norme sans fil : IEEE 802.11B/G, plus connu sous le nom de Wi-Fi.
Son ancêtre étant le WRT54G, le WRT54GL est connu pour son firmware sous licence GNU GPL. Cela a permis à de nombreux développeurs de la communauté du logiciel libre de proposer des firmwares alternatifs, comme le très répandu DD-WRT ou encore OpenWrt, proposant plus de fonctionnalités et plus de stabilité.

## WRT54GL, quelle différence avec le WRT54G?
À partir de la version 5 (vers octobre 2005), le noyau Linux du WRT54G fut remplacé par un noyau VxWorks propriétaire non modifiable, moins gourmand en mémoire et en ressources, permettant de diviser par deux mémoire vive et mémoire cache, et donc de réduire les coûts de production.
Linksys n'a pas pour autant oublié les fans de GNU/Linux. La société propose donc le WRT54GL en sus du WRT54G, estampillé d'un "L" pour Linux, qui devrait perpétuer la descendance du WRT54G.